# TV Show (альбом)
TV Show — второй альбом российского поп-исполнителя Сергея Лазарева, выпущенный 10 мая 2007 года.

## Об альбоме
TV Show записывался в Лондоне (Великобритания) и в Стокгольме. В сборник вошли 12 англоязычных композиций и 1 песня на русском языке. На песни Shattered Dreams (2006, кавер-версия хита 1986 года группы Johnny Hates Jazz), Everytime (Вспоминай) (2007), TV or Radio (2007) и Almost sorry (2007) были сняты видеоклипы. В январе 2008 года в ротации радиостанций появилась композиция Зачем придумали любовь — русскоязычная версия песни Almost sorry.

## Список композиций
1. Music Under My Skin (муз. P. Martin — сл. T. Woodcock, 2007)
2. Everytime (муз., сл. — P. Barry, B. Davies, 2007)
3. Girlfriend (муз., сл. — P. Martin, B. Adams, M. Read, 2007)
4. Shiver (муз. G. Stack — сл. P. Reine, 2007)
5. Breakthrough (муз. S. Balsamo — сл. B. Robbins, 2007)
6. Rebound (муз. D. Frank — сл. B. Adams, 2007)
7. Curiosity (муз. J. Taylor — сл. B. Adams, 2007)
8. Shattered Dreams (муз., сл. — C. Datchler, 2006)
9. Almost Sorry (муз. C. Landon — сл. T. Murphy, 2007)
10. Do Me Right (муз. A. Dannvik — сл. M. Ek, 2007)
11. He Said / She Said (муз. C. Mason — сл. M. Ek, 2007)
12. TV or Radio (муз., сл. — S. Halldin, J. Thander, F. Westlund, 2007)
13. Вспоминай (муз. P. Barry, B. Davies — сл. М. Бордюкова, С. Лазарев, 2007)
14. Shattered Dreams (Metro Mix)(2007)
15. Shattered Dreams (Kid 79 Mix)(2007)
16. Everytime (Vorontsov Club Mix)(2007)

## Участники записи
Вокал:

Сергей Лазарев
Бэк-вокал:
- Бен Адамс,
- Донован Блэквуд,
- Тим Вудкок,
- Марк Рид,
- Микки Флинн,
- Оскар Нильссон,
- Матиас Гарсон.

Гитара:
- Адам Филипс,
- Кристиан Фаст.

Продюсеры:
- Брайан Роулинг (треки № 1, 2, 3, 4, 5, 6, 7, 8, 9, 13, 14, 15),
- Манс Ик (треки № 10, 11),
- The Line Up (трек № 12),
- Бен «Джэммин» Роббинс (трек № 5).

Исполнительное продюсирование:
- Ася Калясина,
- Сергей Лазарев.

Мастеринг альбома: Дик Битам для студии 360 Mastering, London
Дизайн: Валера Кибикс для Агентства Творческого Менеджмента «Универсам Культуры».
Фотограф: Влад Локтев.